# 瓦列里·阿列克西約維奇·恰雷
瓦列里·阿列克西約維奇·恰雷（烏克蘭語：Валерій Олексійович Чалий；1970年7月1日—），烏克蘭外交官，2015年至2019年間出任烏克蘭駐美國大使。

## 學歷
恰雷畢業於文尼察國立師範大學歷史系。1995年，他取得基輔大學國際關係研究所碩士學位。